# Episodi di Trapped (prima stagione)
La prima stagione della serie televisiva Trapped, composta da 10 episodi, è stata trasmessa in Islanda, da RÚV, dal 13 febbraio al 13 marzo 2016.
In Italia la stagione è stata interamente pubblicata il 5 febbraio 2018 su TIMvision.
| nº | Titolo originale | Titolo italiano | Prima TV Islanda | Pubblicazione Italia |
| -- | ---------------- | --------------- | ---------------- | -------------------- |
| 1  | Þáttur 1         | Ep. 1           | 13 febbraio 2016 | 5 febbraio 2018      |
| 2  | Þáttur 2         | Ep. 2           | 13 febbraio 2016 | 5 febbraio 2018      |
| 3  | Þáttur 3         | Ep. 3           | 20 febbraio 2016 | 5 febbraio 2018      |
| 4  | Þáttur 4         | Ep. 4           | 20 febbraio 2016 | 5 febbraio 2018      |
| 5  | Þáttur 5         | Ep. 5           | 27 febbraio 2016 | 5 febbraio 2018      |
| 6  | Þáttur 6         | Ep. 6           | 27 febbraio 2016 | 5 febbraio 2018      |
| 7  | Þáttur 7         | Ep. 7           | 6 marzo 2016     | 5 febbraio 2018      |
| 8  | Þáttur 8         | Ep. 8           | 6 marzo 2016     | 5 febbraio 2018      |
| 9  | Þáttur 9         | Ep. 9           | 13 marzo 2016    | 5 febbraio 2018      |
| 10 | Þáttur 10        | Ep. 10          | 13 marzo 2016    | 5 febbraio 2018      |